# 관인구

관인 구의 위치

관인구(한국어: 관음구, 중국어: 觀音區, 병음: Guānyīn Qū)는 중화민국 타오위안 시의 시할구이다. 넓이는 87.9807km2이고, 인구는 2015년 8월 기준으로 64,376명이다.

## 역사
1937년에 현재의 수린 촌에서 석기 시대의 유적이 발견되어 약 2000~3500년 전부터 원주민인 평포족이 이 지역에 거주하고 있었던 것으로 생각된다.
문헌에 의하면 청대 강희, 건륭 연간에 대륙에서 처음 장주, 천주인이 이곳으로 이주 해 복로(福老)라고 불리고 있었다. 그 후 광동인의 이주가 진행되어 복건으로부터의 이민자는 점차 소수파로 전락했다. 현재 관인 구에 거주하고 있는 예부터의 주민의 대부분은 이들 이민자의 자손이며 하카어 화자가 많이 분포하고 있는 것이 특징이다.